# Google-account
Een Google-account is een account dat kan worden aangemaakt bij Google. Het kan gebruikt worden voor diverse producten en diensten van het bedrijf, waaronder Gmail, Meet, Zoeken, YouTube, Boeken en Maps. Niet alle Google-diensten vereisen een account om hiervan gebruik te maken.

## Beschrijving
Gebruikers kunnen een Google-account kosteloos registreren. Het zal vervolgens worden gecontroleerd door middel van een verificatiemail. Het Google-account bevat persoonlijke informatie en instellingen, die worden toegepast wanneer een gebruiker met het account inlogt.
Het Google-account kan gebruikt worden voor verschillende diensten van Google, zoals het uploaden van video's op YouTube, het ontvangen van e-mail op Gmail, en het bewerken van inhoud op Google Boeken. Ten slotte kan men het account gebruiken voor het synchroniseren van gegevens, zoals contacten, foto's en bestanden. Derde partijen kunnen ook een inlogknop aanbieden, waarmee op diensten van die partijen ingelogd kan worden met een Google-account.
Vergeten wachtwoorden en accounts kunnen hersteld worden door het beantwoorden van enkele beveiligingsvragen.
In 2011 werd een tweestapsverificatiemethode geïmplementeerd voor een verhoogde beveiliging van het account.
Sinds eind 2023 worden inactieve accounts, waarmee binnen twee jaar tijd niet is ingelogd, verwijderd.